# Советский сельсовет (Курская область)
Сове́тский сельсовет — муниципальное образование со статусом сельского поселения в Советском районе Курской области Российской Федерации.
Административный центр — деревня Дицево.

## История
Статус и границы сельсовета установлены Законом Курской области от 21 октября 2004 года № 48-ЗКО «О муниципальных образованиях Курской области».

## Население
| 2002  | 2010  | 2012  | 2013  | 2014  | 2015  | 2016  |
| ----- | ----- | ----- | ----- | ----- | ----- | ----- |
| 1809  | ↘1491 | ↘1443 | ↘1439 | ↗1446 | ↗1463 | ↘1425 |
| 2017  | 2018  | 2019  | 2020  | 2021  |       |       |
| ↗1450 | ↘1442 | ↘1429 | ↗1481 | ↘1395 |       |       |

## Состав сельского поселения
| №  | Населённый пункт | Тип населённого пункта          | Население |
| -- | ---------------- | ------------------------------- | --------- |
| 1  | Большая Карповка | деревня                         | ↘78       |
| 2  | Дицево           | деревня, административный центр | ↗157      |
| 3  | Екатериновка     | деревня                         | ↘65       |
| 4  | Карповка         | хутор                           | ↘2        |
| 5  | Коммунар         | посёлок                         | ↘608      |
| 6  | Константиновка   | деревня                         | ↘0        |
| 7  | Красный Парус    | посёлок                         | ↘172      |
| 8  | Крыловка         | посёлок                         | ↘99       |
| 9  | Малая Карповка   | деревня                         | →0        |
| 10 | Мелавчик         | деревня                         | ↘57       |
| 11 | Петрово-Карцево  | село                            | ↘198      |
| 12 | Платовец         | посёлок                         | ↘46       |
| 13 | Серебряковка     | деревня                         | ↘6        |
| 14 | Федоринка        | деревня                         | ↘3        |